# Wasserbombe (Kampfmittel)

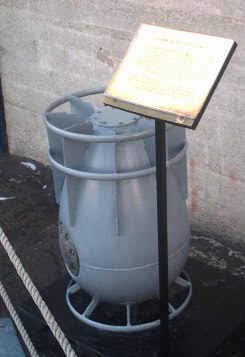
Amerikanische Wasserbombe Mark IX im Museum des U-Boots USS Pampanito, San Francisco, Kalifornien (Sprengladung 90 kg Torpex)

Eine Wasserbombe ist eine Unterwasserwaffe, die zur Vernichtung von Streitkräften in Unterwasserlage sowie anderer Unterwasserobjekte (wie z. B. U-Boote, Ankertauminen, Grundminen, anlaufende Torpedos, Kampfschwimmer u. a.) dient. Sie besteht aus einer Sprengladung, die unter Wasser durch einen Zünder in vorher definierter Tiefe zur Detonation gebracht wird.

## Geschichte
Die ersten brauchbaren Wasserbomben wurden im Ersten Weltkrieg von der Royal Navy entwickelt, um deutsche U-Boote zu bekämpfen.
Neben der Bekämpfung von Unterwasserobjekten wurden Wasserbomben zur Zeit des Zweiten Weltkriegs gelegentlich auch zur Versenkung von Schiffen eingesetzt. Dies war dann der Fall, wenn ein durch andere Kampfhandlungen beschädigtes Schiff (im Regelfall ein durch U-Boot-Torpedos getroffenes Handelsschiff) nach Evakuierung der Besatzung durch ein Begleitfahrzeug vernichtet werden sollte, um eine Erbeutung des beschädigten Schiffs durch den Gegner zu verhindern. Hierzu passierte das Begleitfahrzeug (im Regelfall ein Zerstörer oder eine Korvette) den beschädigten Frachter und warf dabei ein bis zwei Wasserbomben eher heckwärts und seitlich zum Ziel hin ab. Diese waren in solchen Fällen so eingestellt, dass die Detonation bereits in geringer Wassertiefe erfolgte. Die Druckwelle der Detonation riss die Schiffshülle des Frachters von unten her auf und führte zur Versenkung des Schiffs. Das die Wasserbombe werfende Schiff musste dabei schnell vorbeifahren, damit es sich, wenn die langsam absinkende Bombe explodierte, bereits in sicherer Entfernung befand.
Die im Zweiten Weltkrieg wohl am häufigsten von alliierter Seite eingesetzte Wasserbombe war die britische Typ Mark VII, ein tonnenförmiger Körper von 76 cm Länge und 47 cm Durchmesser mit rund 130 kg TNT (Trinitrotoluol). Der tödliche Radius gegen U-Boote betrug 12 Meter – in dieser Entfernung traten derart starke Schäden auf, dass das U-Boot entweder sank oder auftauchen musste. Bei einer Entfernung von 6 Meter oder weniger wurde der Druckkörper gesprengt, was dann zum sofortigen Verlust des Bootes führte. Durch die Verwendung von Minol (40 % TNT, 40 % Ammoniumnitrat und 20 % Aluminiumpulver) anstelle von TNT ab dem Jahr 1942 erhöhte sich der Radius auf 16 bzw. 8 Meter.
Wasserbomben können herkömmliche Sprengladungen oder Kernladungen enthalten. Man unterscheidet konventionelle und reaktive Wasserbomben.
- Konventionelle Wasserbomben werden meist aus Gestellen von Deck der Schiffe abgerollt. Zum Teil kommen auch Wurfvorrichtungen zum Einsatz, welche die Bomben in geringe Entfernung seitlich auswerfen. Spezielle Wasserbomben können auch von Luftfahrzeugen abgeworfen werden.
- Reaktive Wasserbomben können aus Wasserbomben-Werfern einzeln oder in Salven verschossen werden (Reichweite eines Wasserbomben-Werfers beträgt zwischen 50 m und 6.500 m). Um einen stabilen Flug und eine größere Sinkgeschwindigkeit beim Eintauchen in das Wasser zu erreichen, haben reaktive Wasserbomben eine strömungsgünstige Form und Ringleitwerke. Sie werden durch den Schub eines Triebwerkes oder durch eine Treibladung in Bewegung versetzt. Meist werden ungelenkte reaktive Triebwerke auf der Grundlage von Zweikomponentenpulver (Ballistit- und Korditpulver) verwendet.

Als Zünder können verwendet werden:
- Druckzünder, die bei Erreichen eines bestimmten Wasserdrucks (also in einer bestimmten Wassertiefe) ansprechen – die häufigste Zünderart.
- Aufschlagzünder, die beim Auftreffen auf ein Objekt ansprechen.
- Abstandszünder, der kurz vor dem Auftreffen auf ein Objekt anspricht.
- Magnetzünder, die unter der Einwirkung des vom U-Boot verursachten magnetischen Feldes bzw. der Störung des Erdmagnetfeldes ansprechen.
- Zeitzünder, die nach Ablauf einer voreingestellten Zeit auslösen.

Animation einer Wasserbombe mit Zeitzünder
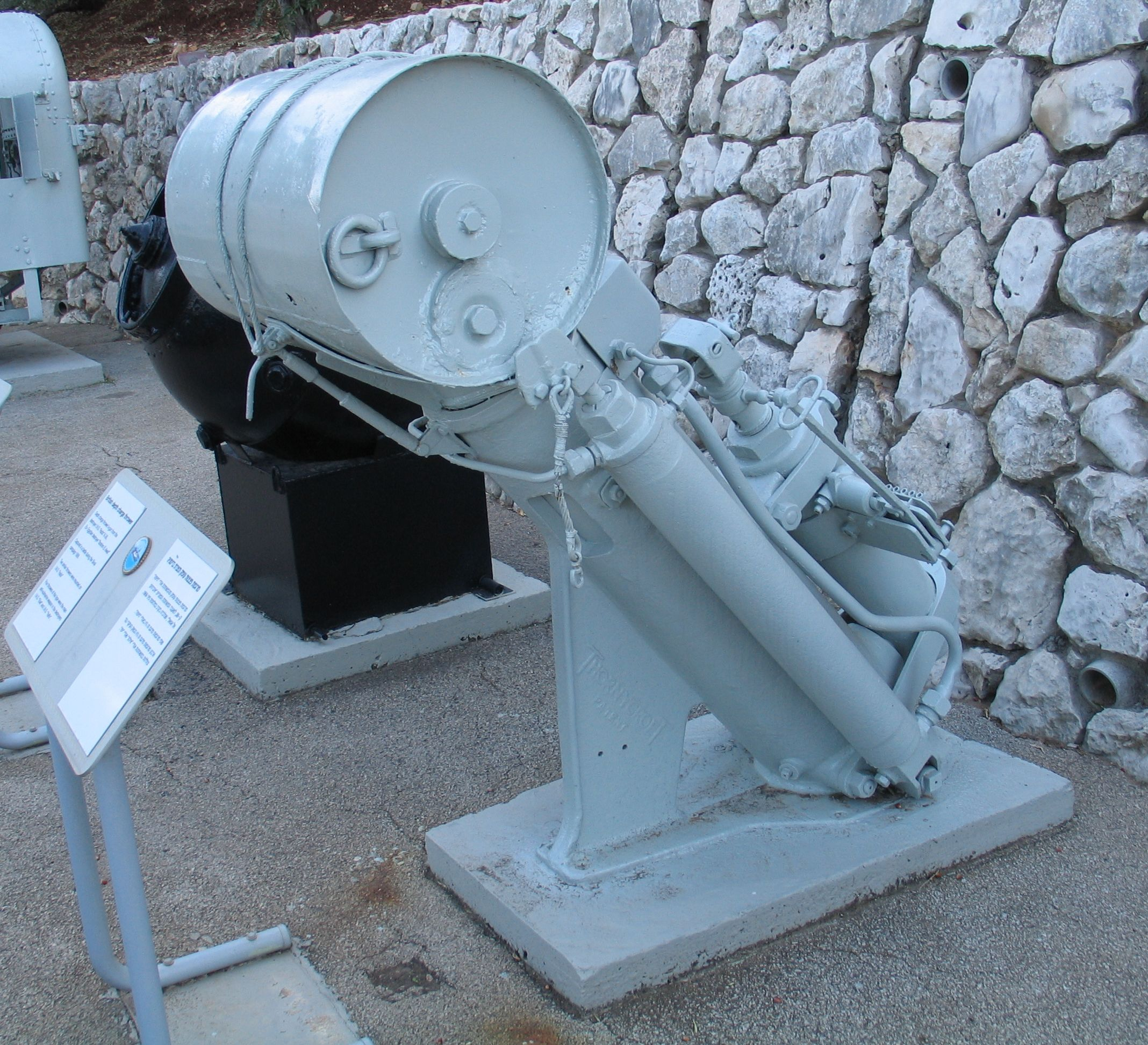
Tonnenförmige Wasserbombe auf einem Werfer mit festem Wurfwinkel. Vom britischen Schiff Mendip von 1940.
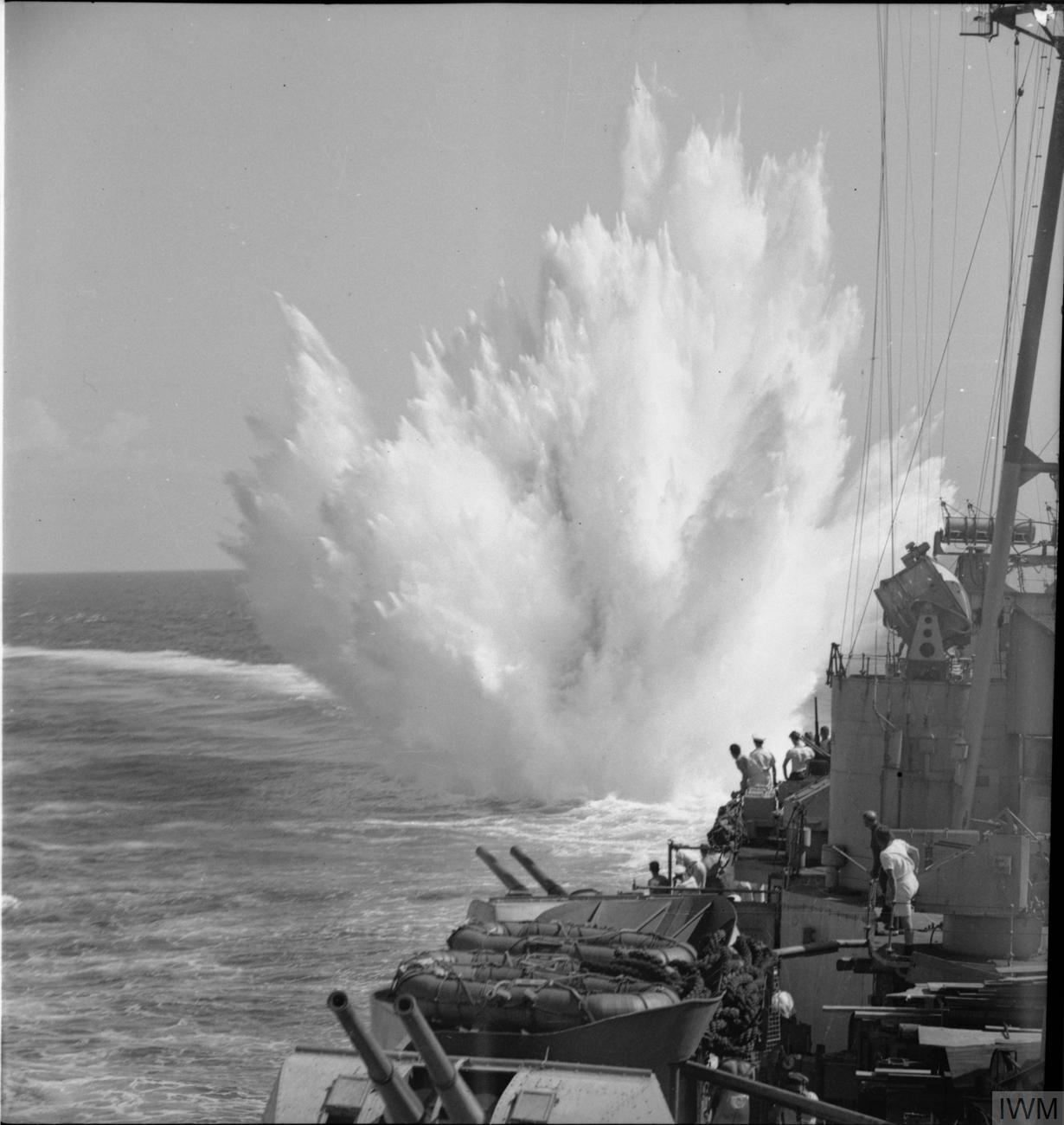
Detonation einer Wasserbombe geworfen vom britischen Schiff Ceylon (5. Januar 1944).
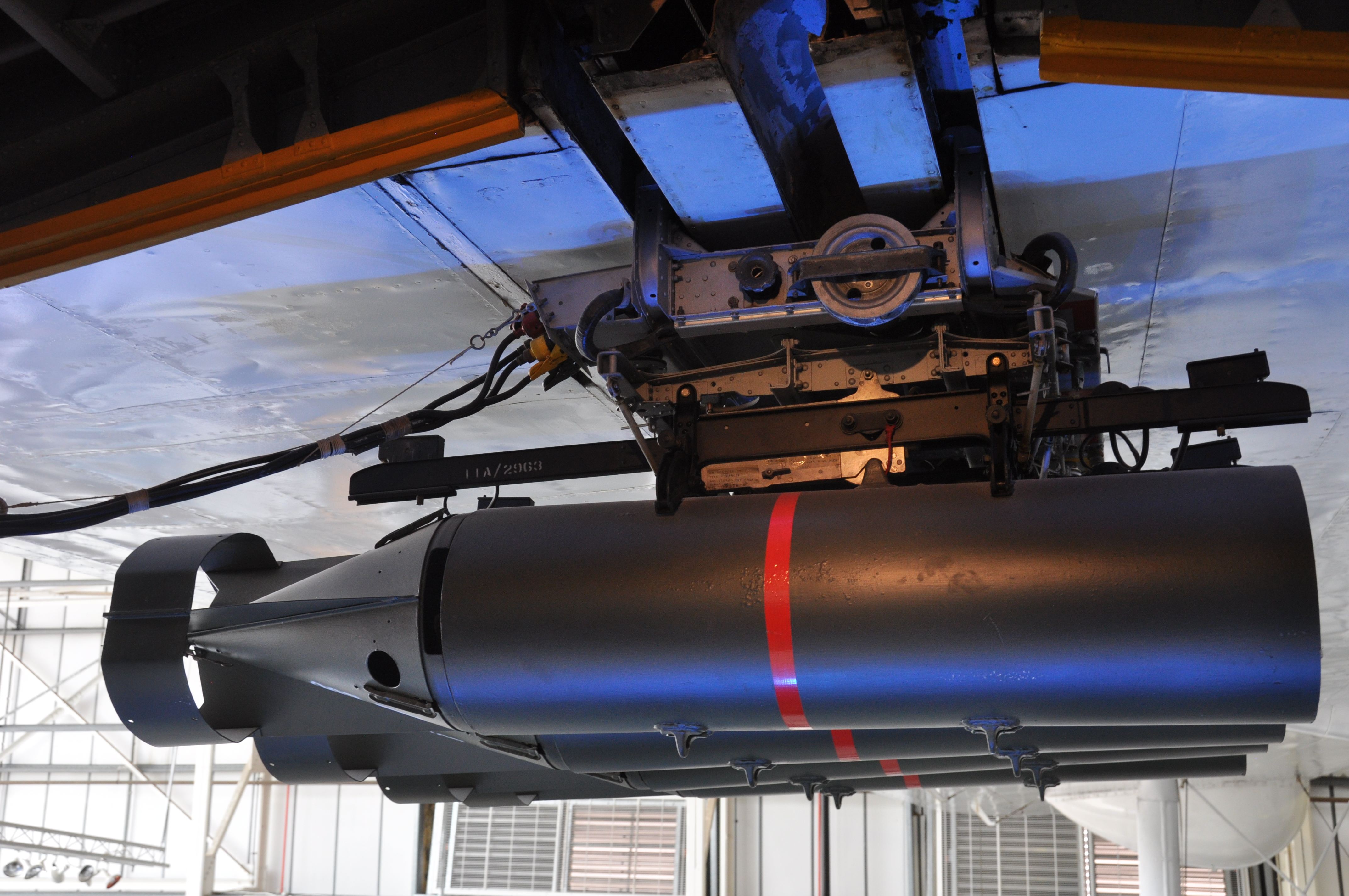
Wasserbomben unter der Tragfläche einer britischen Short Sunderland (Zweiter Weltkrieg)
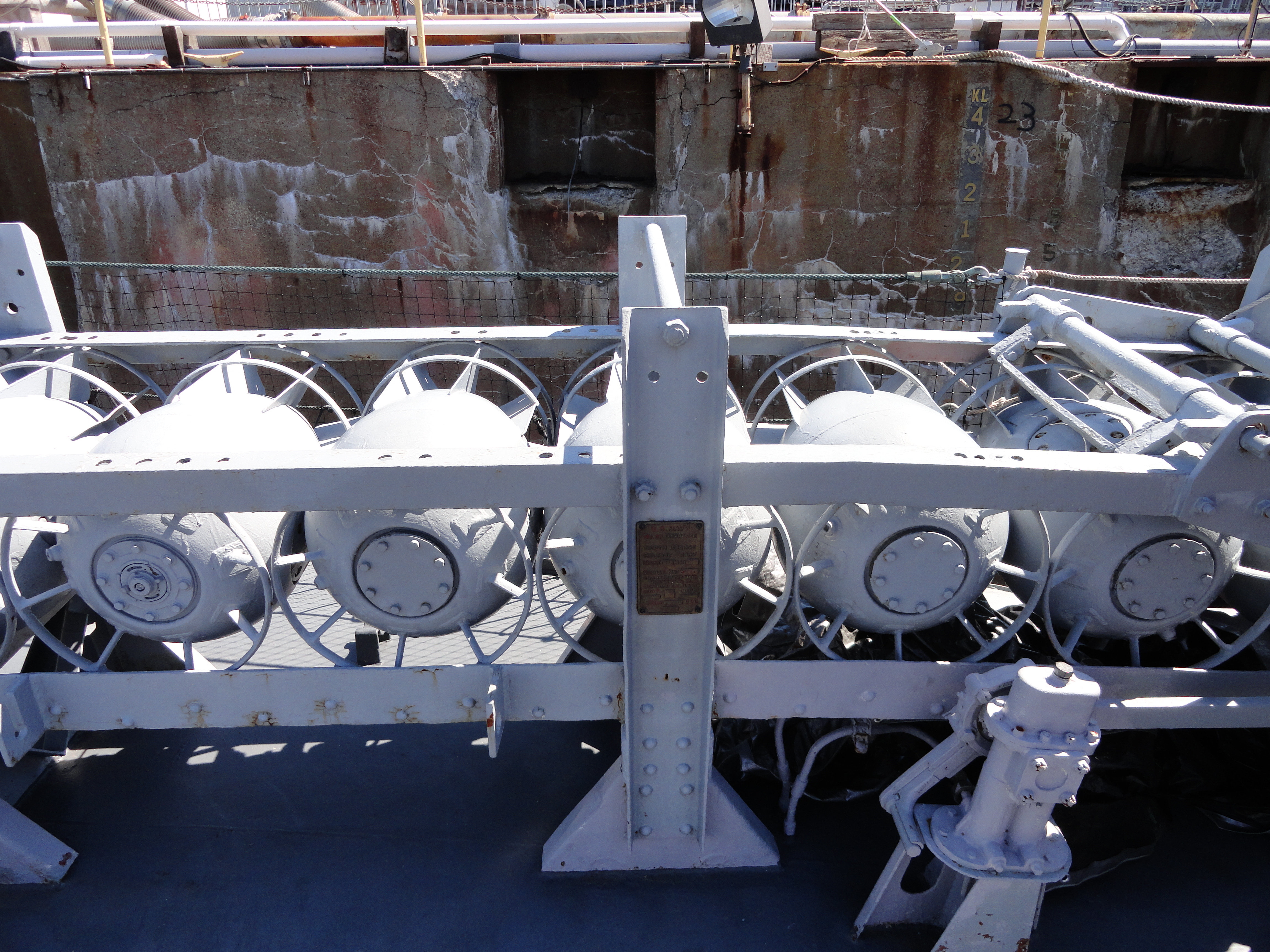
Wasserbomben auf der Cassin Young
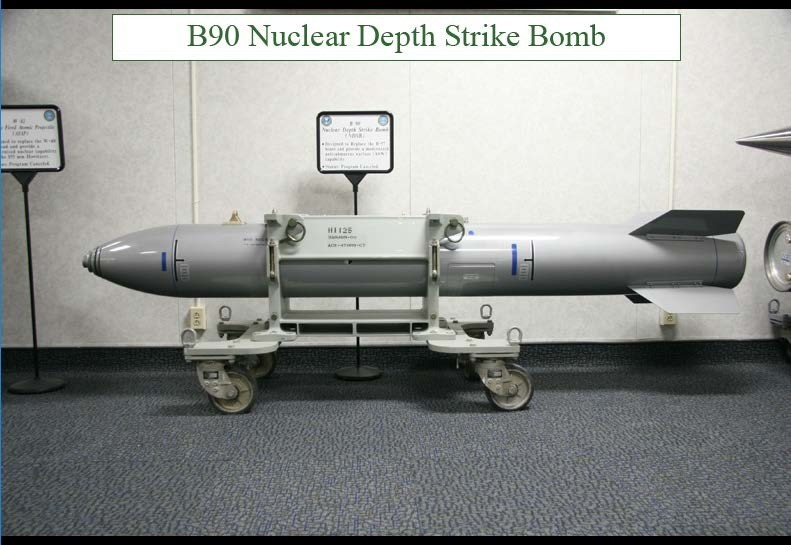
B90 Nuclear Depth Strike Bomb (NDSB)